# Erdeven
Erdeven (bret. An Ardeven) – miejscowość i gmina we Francji, w regionie Bretania, w departamencie Morbihan.
Według danych na rok 1990 gminę zamieszkiwały 2352 osoby, a gęstość zaludnienia wynosiła 77 osób/km² (wśród 1269 gmin Bretanii Erdeven plasuje się na 257. miejscu pod względem liczby ludności, natomiast pod względem powierzchni na miejscu 267.).